# ルイ・ジェームズ・アルフレッド・ルフェビュール＝ヴェリー

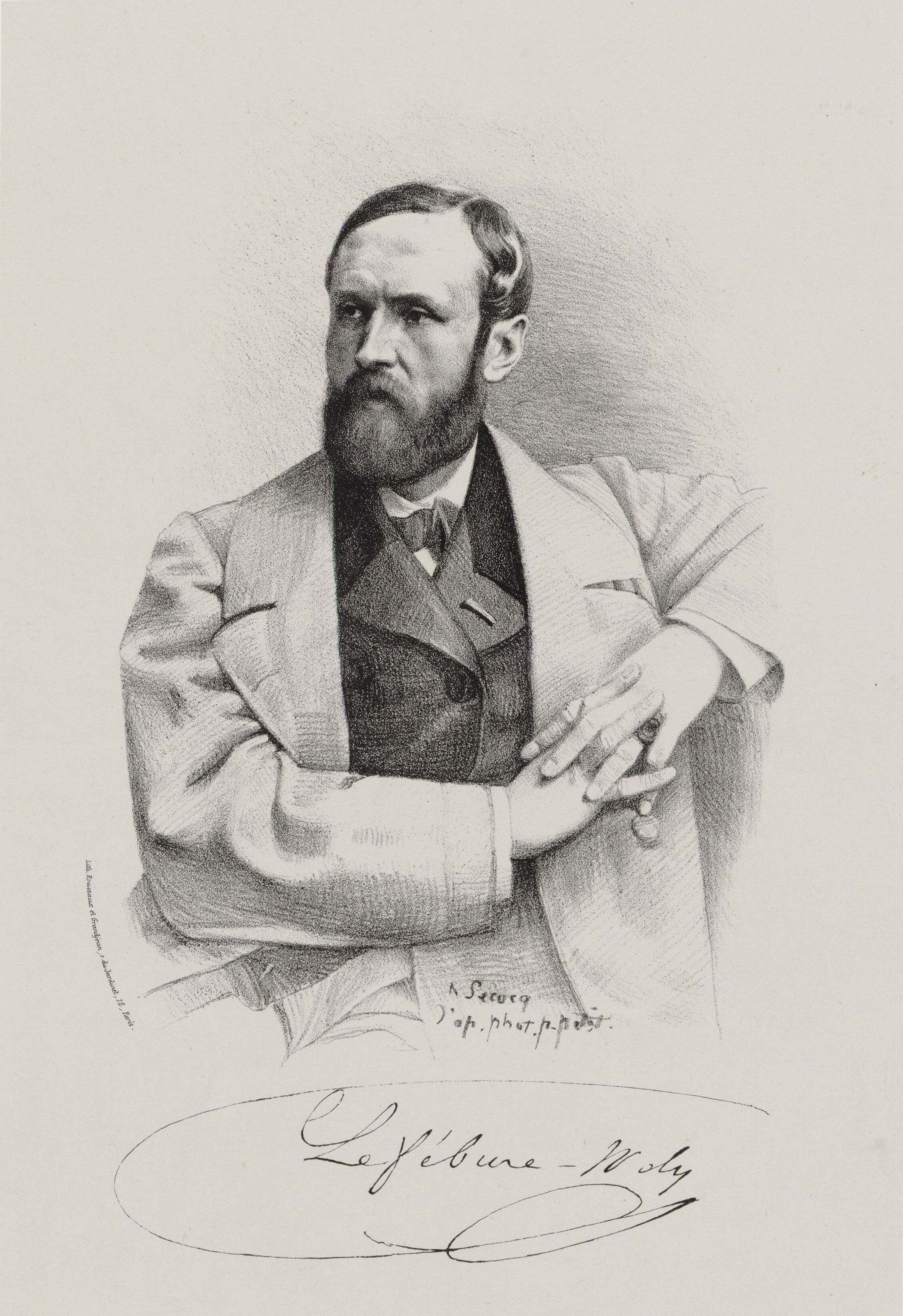
ルイ・ジェームズ・アルフレッド・ルフェビュール＝ヴェリー

ルイ・ジェームズ・アルフレッド・ルフェビュール＝ヴェリ（ー）（Louis James Alfred Lefébure-Wely, 1817年 - 1869年）は、19世紀フランスのオルガン奏者・作曲家。即興演奏の名手として知られる。
フランスのシンフォニック・オルガン様式の発展で重要な役割を果たした音楽家であり、オルガン建造家のアリスティード・カヴァイエ＝コルと親友だった。多くのカヴァイエ＝コル方式オルガンの落成式で演奏を行なっている。サン＝ロッシュ教会（1841年～1846年）とマドレーヌ教会（1846年～1858年）、サン＝シュルピス教会（1863年～1869年）でオルガニストを務めた。パリに没してペール・ラシェーズ墓地に埋葬された。
サン＝サーンスの恩師の一人としても知られている。